# 萨尔瓦·基尔·马亚尔迪特
萨尔瓦·基尔·马亚尔迪特（Salva Kiir Mayardit，1951年9月13日—），南苏丹政治人物，现任南苏丹总统，前苏丹第一副总统。是南苏丹正式独立后的首任总统。丁卡人。
萨尔瓦·基尔·马亚尔迪特生于埃及王国控制下的英埃共管苏丹加扎勒河流域；在上世纪60年代末第一次苏丹内战中加入苏丹南方反叛政府，1972年亚的斯亚贝巴协议签订以后，他成为苏丹军队里的一位下级军官。1983年，约翰·加朗发动兵变，第二次苏丹内战爆发，总统命令萨尔瓦·基尔·马亚尔迪特前去镇压，萨尔瓦·基尔·马亚尔迪特等南部军官随后倒戈，成为了叛军苏丹人民解放运动（简称“苏人解”）一方的军事统帅。约翰·加朗的作战经验不足，很多作战活动实际上是在基尔指导下进行的，因此基尔很快进入了苏丹人民解放运动领导层。但与前任加朗不同，基尔不是知识分子。
2005年，基尔被任命为苏丹南方自治政府副主席。他政治立场明确，坚决支持南部苏丹独立。再加上战功赫赫，因此他颇有群众基础。
2005年8月，加朗在空难中丧生，当时加朗刚刚就任苏丹第一副总统三周。随后，基尔接替他出任苏丹南方自治政府主席和苏丹第一副总统。（2005年7月30日担任獨立前的南蘇丹自治政府代理总统至2005年8月11日，從2005年8月11日起擔任獨立前的南蘇丹自治政府總統至2011年7月9日）。
萨尔瓦·基尔·马亚尔迪特在宣誓就职仪式上发表讲话说，他将继续落实苏丹北南和平协议。他以及他所领导的苏丹人民解放运动将为解决达尔富尔问题以及苏丹东部问题作出努力，从而使苏丹实现全面和平。
苏丹总统巴希尔发表讲话，对萨尔瓦·基尔宣誓就职表示欢迎和祝贺。他表示，他将同萨尔瓦·基尔以及苏丹人民解放运动携起手来，继续推动苏丹和平进程。
2011年苏丹南部独立公投结果公布，绝大多数苏丹南部人投票选择脱离苏丹共和国，南苏丹共和国成为世界上最年轻的国家。基尔成为该国首任总统。基尔表示独立后的南苏丹共和国将享有民主、平等和正义，但不接受同性恋行为。基爾在國內拥有至高无上的权力，根本不可能遭到弹劾。2013年，基尔解散了整个内阁，並免去了蘇丹副总统里克·馬查爾的職務。至今反对党事实上仍然没有实质的政治权利。
南蘇丹的保安部队於建國後恣意妄为，经常在高级指挥官默认或命令下，对平民进行严重侵犯。
2016年11月2日，非政府组织「无国界记者」把基尔列入“新闻自由掠夺者”名单。

## 南蘇丹內戰
2013年12月，基爾與該年7月被免職的前副總統里克·馬查爾之間的紛爭導致南蘇丹內戰爆發。